# Suzanne Elisabeth Adeler
Susanne Elisabeth Adeler (født 13. november 1663, død 3. marts 1685) var en dansk-norsk adelskvinde, gift Giedde.

## Biografi
Suzanne Elisabeth blev døbt i den gamle lutherske kirke (Lutherse Kerk) i Amsterdam som datter af søofficer Cort Adeler og hans hollandske hustru Anna Pelt. I 1682 giftede hun sig med søofficer, senere stiftsamtmand i Odense, Frederik Eiler Giedde til Hindema og Nordskov (1641–1717). Deres datter Sophie Amalie (1685–1748) giftede sig i 1703 med overjægermester Ulrik Frederik baron Schack (1681–1742).
Suzanne Elisabeth Giedde døde 3. marts 1685. Enkemanden giftede sig senere med Sophie Amalie von Løwenhielm (1671–1698), datter af generalløjtnant Johan Schrøder von Løwenhielm (1627-1699) og tredje gang med overhofmesterinde hos dronning Louise, Abel Cathrine Buchwald (d. 1716).